# Bishandas

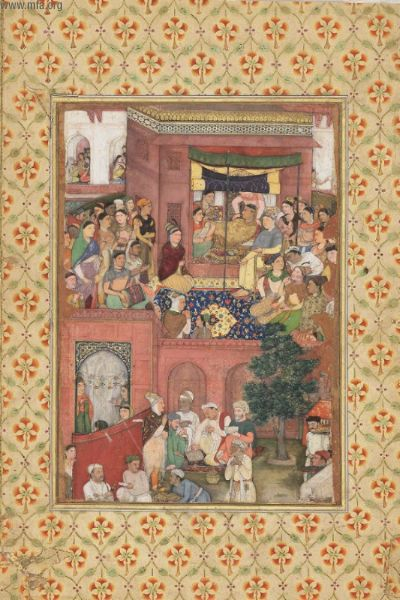
Bishandas: Geburt eines Prinzen, Miniatur um 1620. Der Prinz ist vermutlich Jahangir selbst, da die Miniatur aus dessen Biografie Jahangirnama stammt.

Bishandas (auch Bishan Das, Bishndas, Bishn Das, Beshandas, Bishnandas, Vishnudasa, Vishnu Dasa; * unbekannt; † nach 1650) war ein bedeutender Miniaturmaler im indischen Mogulreich. Er gilt als einer der besten mogulischen Porträtisten seiner Zeit. Bishandas war der Neffe des Malers Nanha. Sein Name ist ein Hinweis darauf, dass er vermutlich dem hinduistischen Glauben angehörte.

## Leben
Er arbeitete von etwa 1590 an im Atelier des Mogulkaisers Akbar I. (reg. 1556 bis 1605). Zu größtem Ruhm gelangte er unter Akbars Nachfolger Jahangir (reg. 1605 bis 1627), der ihn als herausragenden Porträtisten zu schätzen wusste. Jahangir schickte Bishandas im Jahre 1613 mit einer Gesandtschaft an den Hof des persischen Schahs Abbas I. nach Isfahan, um Porträts des Herrschers und seiner Gefolgsleute anzufertigen. Nach seiner Rückkehr 1620 wurde er vom Mogulkaiser mit einem Elefanten belohnt. Bishandas Tätigkeit endete um 1650, sein Sterbedatum ist unbekannt. Ein Bildnis von ihm ist durch den Miniaturmaler Daulat überliefert, der ihn in einer Randmalerei des Gulshan-Albums (Muraqqa-e-Gulshan, um 1605) darstellte.

## Leistungen
Bishandas individueller Stil zeichnet sich durch genaustens beobachtete physiognomische Feinheiten aus. Die realistische Darstellung seiner Figuren erzielte er weniger durch Schattierung und Raumwirkung als durch Gesten und detaillierte Gesichtszüge. Darin unterschied er sich von früheren Porträtisten, die Gesichtszüge stärker schematisiert wiedergaben. Die von ihm porträtierten Figuren fasste er häufig zu Gruppen zusammen, ein Merkmal, das in seinen Spätwerken in gesteigertem Maße wiederzuerkennen ist. Zu seinen berühmtesten Werken gehört die Miniatur Geburt eines Prinzen (um 1620), eine Illustration zu Jahangirs Biografie Jahangirnama.